# Interlaken (Nova Jersey)
Interlaken és una població dels Estats Units a l'estat de Nova Jersey. Segons el cens del 2009 tenia 876 habitants.

## Demografia
Segons el cens del 2000, Interlaken tenia 900 habitants, 386 habitatges, i 260 famílies. La densitat de població era de 992,8 habitants/km².
Dels 386 habitatges en un 21% hi vivien nens de menys de 18 anys, en un 59,1% hi vivien parelles casades, en un 6,7% dones solteres, i en un 32,4% no eren unitats familiars. En el 27,5% dels habitatges hi vivien persones soles el 15,8% de les quals corresponia a persones de 65 anys o més que vivien soles. El nombre mitjà de persones vivint en cada habitatge era de 2,33 i el nombre mitjà de persones que vivien en cada família era de 2,86.
Per edats la població es repartia de la següent manera: un 17,9% tenia menys de 18 anys, un 4% entre 18 i 24, un 21,9% entre 25 i 44, un 33,4% de 45 a 60 i un 22,8% 65 anys o més.
L'edat mediana era de 48 anys. Per cada 100 dones de 18 o més anys hi havia 89 homes.
La renda mediana per habitatge era de 82.842 $ i la renda mediana per família de 104.618 $. Els homes tenien una renda mediana de 81.203 $ mentre que les dones 59.063 $. La renda per capita de la població era de 47.307 $. Aproximadament l'1,5% de les famílies i el 3% de la població estaven per davall del llindar de pobresa.

## Poblacions més properes
El següent diagrama mostra les poblacions més properes.